# Glenea triangularis
Glenea triangularis är en skalbaggsart som beskrevs av Stefan von Breuning 1958. Glenea triangularis ingår i släktet Glenea och familjen långhorningar.
Artens utbredningsområde är Sulawesi. Inga underarter finns listade i Catalogue of Life.